# Varennes Military Cemetery
Varennes Military Cemetery is een Britse militaire begraafplaats met gesneuvelden uit de Eerste Wereldoorlog en is gelegen in de Franse gemeente Varennes (Somme) (departement Somme). De begraafplaats werd ontworpen door Reginald Blomfield en wordt onderhouden door de Commonwealth War Graves Commission.
De begraafplaats telt 1219 geïdentificeerde slachtoffers.